# The Wire (Zeitschrift)
The Wire ist ein britisches Avantgarde-Musikmagazin.

## Beschreibung
Das Musikmagazin wurde 1982 vom Jazz-Promoter Anthony Wood und dem Journalisten Chrissie Murray gegründet. Die Zeitschrift konzentrierte sich anfangs auf modernen Jazz und Impro, doch erweiterte sich dann in den frühen 1990er Jahren auf verschiedene Typen experimenteller Musik. Seitdem berichtet das Magazin auch über Hip-Hop, Neue Musik, freie Improvisation, Post-Rock und verschiedene Formen elektronischer Musik.
Richard Cook folgte Anthony Wood als Chefredakteur und wurde dann im Juni 1992 erneut von Mark Sinker abgelöst. Nachdem Sinker 1994 entlassen wurde (er jedoch als freier Mitarbeiter für mehrere Jahre weiterarbeitete), wurde das Magazin von Tony Herrington, Rob Young und Chris Bohn geleitet. Bohn schreibt auch unter dem Pseudonym Biba Kopf.
Eine Serie von Kompilations-CDs namens The Wire Tapper wurden seit 1997 als Extra den monatlichen Ausgaben der Zeitschrift hinzugefügt. Das Magazin nutzt den Slogan „Adventures in Modern Music“ (dt.: Abenteuer aus moderner Musik) seit 1994. Zu den Tapper-CDs erhalten Abonnenten des Magazins auch Labelsampler sowie Themen-CDs über Länder und Festivals.
1998 wurde in der 175. Ausgabe des Magazins mit The Wire’s „100 Records That Set the World on Fire (While No One Was Listening)“ eine vielbeachtete Bestenliste von Musikalben veröffentlicht.
Abgesehen von den zahlreichen monatlichen Albenrezensionen ist das Magazin auch für Artikelreihen wie The Invisible Jukebox bekannt, ein Interview, in dem einen Künstler ihm unbekannte Tracks vorgespielt werden. The Primer beschäftigt sich tiefergehend mit einem Genre oder Künstler. Außerdem behandelt das Magazin monatlich die experimentelle Musikszene einer bestimmten Stadt oder Region in jeder Ausgabe. Zu der Konzentration auf Musik berichtet das Magazin auch über Albencover und verschiedene Kunst-Strömungen.
Bis 2001 erschien das Magazin in der Namara Group des Verlegers Naim Attallah. Doch dann wurde es von sechs Redakteuren aufgekauft und erscheint seitdem unabhängig.
Außerdem präsentiert The Wire seit Januar 2003 ein wöchentliches Radioprogramm auf dem Londoner Radiosender Resonance FM. Es wird von Wire-Mitarbeitern moderiert.

## Bekannte Redakteure
- Paul Gilroy
- Simon Reynolds
- David Toop